# Határozószó
A grammatikában a határozószó olyan szófaj, amelynek hagyományos meghatározása szerint mondattani funkciója az, hogy határozóként főleg ige, és ritkábban melléknév vagy más határozószó bővítményeként ezek jelentését megváltoztatja vagy pontosítja.
Egyes nyelvekben, például a franciában vagy románban a határozószó csaknem teljesen változatlan alakú szófaj, azaz nem toldalékolható. Más nyelvekben, mint egyes szláv nyelvek (például a BHMSz), részben toldalékolható, azaz fokjeleket kaphat. A magyar nyelvben is vannak toldalékolható határozószók, azaz fokjeleket és/vagy viszonyragokat kaphatnak. Az előbbi nyelvekben ezeknek a ragoknak elöljárószók felelnek meg.
Viszonylag újabb grammatikákban a hagyományosan határozószóknak tekintett szavak között olyanokat is számba vesznek, amelyek soha vagy egyes esetekben nem felelnek meg a fenti meghatározásnak, mivel nincs mondattani funkciójuk. Ezért a magyar grammatikákban ezek egy részét elkülönítik a módosítószónak nevezett szófaj keretében, más részét pedig a mondatszók közé sorolják. Egyes magyar grammatikákban egy harmadik szófajt is elkülönítenek a határozószótól és a módosítószótól, mégpedig a partikulát. Egyes BHMSz grammatikákban partikula néven különítik el az ilyen szavakat, másokban pedig megkülönböztetnek közöttük függő partikulákat és függetleneket, amelyeket módosítószóknak is neveznek. A francia grammatikában van olyan szerző, aki az ilyen szavak egy részét a határozószók között hagyja, másokat a mondatszók közé sorolja (pl. oui ’igen’, non ’nem’), megint másokat pedig az ún. „bevezető szavak” közé, pl. voici, voilà ’íme’.
Egyes források heterogén szóosztályként jelölik meg a határozószókat, főleg azon grammatikákra utalva, amelyek a módosítószókat, a partikulákat és a mondatszók közé soroltakat továbbra is határozószóknak nevezik különféle jelzőkkel ellátva ezt a terminust, például:
(angolul) sentence modifier adverbial ’mondatmódosító határozó’, (angolul) sentence adverb ’mondat-határozószó’;
(franciául) adverbe de phrase ’mondat-határozószó’;
(románul) adverb modalizator ’modalizáló határozószó’.

## Osztályozás
A határozószókat többféle szempontból lehet osztályozni.

### Eredet szerinti osztályozás

#### Motiválatlan határozószók
A magyar nyelvben a határozószó nem eredendő szófaj, hanem másodlagos. Egyes régebbiek a mai nyelvben már motiválatlan szerkezetűek (hanyatt, rögvest, tüstént).
Más nyelvekben motiválatlan szerkezetűek a nyelv régi történeti időszakaiban alakult határozószókon kívül azok, amelyek az eredeti nyelvből örököltek. Ilyenek például:
(franciául) a latinból származó mal ’rosszul’, mieux ’jobban’, puis ’aztán’ stb.;
(románul) a latinból származó afară ’kint’, bine ’jól’, unde ’hol’ stb.
Szintén motiválatlanok a jövevény határozószók:
(franciául) gratis ’ingyen’ (latin), illico ’azonnal’ (latin), incognito ’inkognitóban’ (olasz);
(románul) prea ’túl’ (ószláv), taman ’éppen’ (török), măcar ’legalább’ (görög), musai (magyar), deja ’már’ (francia).
A magyarban is van néhány jövevény határozószó, pl. privátim (latin), momentán (német), dettó (olasz).
A motivált határozószók is többfélék lehetnek.

#### Szófajváltással létrejött határozószók
Határozószó lehet szófajváltás eredménye is, mely jelenség fontossága nyelvtől függő.
A magyarban gyakoriak a határozószóként is használt:
- névutók: kívül sötét van, az alma belül férges, alul vizes a talaj;[21]
- igekötők: ki a rétre, le a mélybe, fel a hegyre;[21]
- határozói ignenevek, amelyek jelentése megváltozik: lopva, elvétve, betéve.[1]

Egyes nyelvekben melléknevek használhatók formai változás nélkül határozószókként. Ez például a románban gyakori. Ebben a nyelvben a melléknév hímnem egyes számú alakja lehet határozószó: frumos ’szép/szépen’, greu ’nehéz/nehezen’, deschis ’nyílt/nyíltan’.
A BHMSz-ben egyes melléknevek semlegesnem egyes számú alakja használatos határozószóként is (pl. dobro ’jó/jól’, jasno ’világos/világosan’, slabo ’gyenge/gyengén’). Más, hímnem egyes számban -skī-re vagy -jī-re végződőek ebben az alakban lehetnek határozószók, akár hosszú í-vel, mint az eredeti melléknév, akár ennek rövid változatával, ami valamennyire megkülönbözteti a melléknévtől: Primio nas je bratskī/bratski ’Testvériesen fogadott minket’, Cijelo je to vrijeme živio pasjī/pasji ’Egész ez idő alatt kutyaélete volt’ (szó szerint ’… kutyául élt’).
Ritkábban a franciában is vannak határozószóként használt melléknevek: Il chante faux ’Hamisan énekel’, Elle s’habille jeune ’Fiatalosan öltözködik’. Egészen kivételesen vannak ilyen határozószók, amelyek nemben és számban egyeznek az alaptagukként szolgáló melléknévvel: Ma fenêtre est grande ouverte ’Ablakom tágra nyitott’ (André Gide). Ebben a nyelvben elöljárószók is használatosak határozószókként, pl. après ’után(a)’, avant ’(az)előtt, előtt(e)’ (időben), depuis ’(az)óta’ derrière ’mögött(e)’, devant ’előtt(e)’ (térben). Néhány főnévből is lehet határozószó: moitié mort ’félig halott’ (szó szerint ’fél halott’), tomber pile ’kapóra jönni’ [szó szerint ’esik írás’ (érme oldala)].
Az angol nyelvben is ritkább a határozószóként használt melléknév, mint a másféle: We didn't have a long wait ’Nem volt hosszú a várakozásunk’ vs. We didn't have to wait long ’Nem vártunk sokáig’.
A románban főnév is lehet határozószó használatú. Ilyenek a napok nevei artikulus nélkül vagy határozott artikulussal: [luni ’hétfő/hétfőn’, lunea ’a hétfő/(minden) hétfőn’], és egyes napszakok, valamint az évszakok nevei határozott artikulussal: ziua ’a nap/nappal’, iarna ’a tél/télen’.

#### Képzett határozószók
Egyes magyar grammatikák szerint határozókat többek között ragos mellék- és számnevek fejeznek ki, pl. forrón, magasan, öten, konokul, hitetlenül, sokszor, kétszer, ötször stb. Mások szerint melléknevekből és főnevekből képzett határozószókról lehet szó, a példákban fetteléssel írt képzőkkel, pl. vidáman, olaszul, logikailag, megérkezéskor, katonaként, mérceképpen, ruhástul. Ez a nézet általános más nyelvek grammatikáiban.
Az angolban gyakoriak a melléknévből képzett határozószók, de csak egy határozószó-képző van: quick ’gyors’ → quickly ’gyorsan’, awful ’szörnyű’ → awfully ’szörnyen’.
A franciában is nagyon termékeny határozószók melléknévből való képzése, ugyancsak egyetlen képzővel: grand (hímnem), grande (nőnem) ’nagy’ → grandement ’nagy mértékben’, vif (hn.), vive (nn.) ’élénk’ → vivement ’élénken’.
A románban kevesebb melléknévből képzett határozószó van, mivel sok melléknevet változatlanul használnak határozószóként, de vannak főnévből és igéből képzettek is: nebun ’bolond’ → nebunește ’bolondul’, șoim ’sólyom’ → șoimește ’sólyom módjára’, a se târî ’csúszni-mászni’ → târâș ’hason csúszva’.
A BHMSz-ben is képeznek határozószót főnévből és igéből: zima ’tél’ → zimus ’ezen a télen’, dan ’nap’ → danas ’ma’, hteti ’akarni’ → nehotice ’akaratlanul’.

#### Összetett határozószók
A szóösszetétel egyike a határozószók alkotási módjának.
A magyarban ilyenek az ideig-óráig, kurtán-furcsán, ezentúl, tegnapelőtt határozószók.
Más nyelvekben:
(angolul) forthwith ’azonnal’, henceforth ’ezentúl’;
(franciául) avant-hier ’tegnapelőtt’, longtemps ’sokáig’;
(románul) alaltăieri ’tegnapelőtt’, oricând ’akármikor’;
(BHMSZ) zatim ’azután’, bogzna ’Isten tudja’.

#### Határozószó értékű szókapcsolatok
Ezek olyan állandósult szókapcsolatok, amelyek szemantikailag nem elemezhetők. Grammatikailag elemezhetők ugyan, de mivel egy szóból álló határozóként működnek, nem elemzik őket. Ezt a kategóriát számba veszik például a francia grammatikák locutions adverbiales elnevezéssel. Van olyan, amelynek alapszava már nem él magában (pl. en catimini ’suttyomban’), és olyan, amelynek mindegyik összetevője külön is használt szó: de bonne heure ’korán (reggel)’ (szó szerint ’jó órában’).
A román grammatikák is foglalkoznak ezzel a kategóriával, idesorolva szószerkezeteken kívül (la miezul nopții ’éjfélkor’) egész mondatokat is: cât ai zice pește ’nagyon gyorsan’ (szó szerint ’amíg kimondanád „hal”’).

### Jelentés szerinti osztályozás
Ez az osztályozás grammatikától függően különbözik, beleértve egyazon nyelv grammatikáit is.
A magyar grammatikában például Bokor 2007 két főbb fajtáját különbözteti meg a határozószóknak:
- A valóságos határozószó határozottabb fogalmi tartalmakat fejez ki, és jelölhet:

- helyet: alant, közel, otthon;
- időt: egykor, nemsokára, tüstént;
- elvontabb körülményt: alattomban, egymagában, elég.

- A névmási határozószó vagy csak alkalmi utalással, vagy vissza-, illetőleg rámutatással fejez ki határozói körülményt. Ez is jelölhet:

- helyet: hol, ott, mindenhonnan;
- időt: mikor, néha, soha;
- elvontabb körülményt: hogyan, némileg, akármint.

Erdős 2001 megemlíti még a névmási határozószók között a kérdőket (hol?, mikor?, hogy(an)? stb.) és a vonatkozókat: ahol, amikor, ahogy(an) stb.
Szende – Kassai 2007 ún. „vélemény-határozószókat” is számba vesz: alig, csak, elég(gé), igen (= nagyon), majdnem stb.

## Változó alakú határozószók
Egyes nyelvekben a határozószók korlátozottan ugyan, de toldalékolhatók.
Bizonyos határozószók fokozhatóak úgy, mint a melléknevek. A magyarban ez a -bb fokjellel és a leg- prefixummal történik: messze → messzebb, legmesszebb.
A BHMSz-ben hasonló a fokozás: blizu ’közel’ → bliže ’közelebb’, najbliže ’legközelebb’.
Az angolban is van néhány szuffixummal fokozható határozószó, pl. soon ’hamar’ → sooner ’hamarabb’, soonest ’leghamarabb’, de a legtöbb analitikus fokozású: often ’gyakran’ → more often ’gyakrabban’, most often ’leggyakrabban’.
Más nyelvekben, mint például a francia vagy a román, a fokozás csak analitikus.
A magyarban egyes határozószókhoz, főleg a hely- és időjelölőkhöz járulhatnak viszonyragok: alulról, kintről, addigra, belülre, mostantól, hazáig, sokáig. Más nyelvekben ilyeneknek elöljárós szókapcsolatok felelnek meg: (franciául) d’ici ’innen’, (románul) de sus ’fentről’, (BHMSz) do danas ’máig’. Az utóbbi nyelvben egyes ilyen szókapcsolatokat egyetlen szónak tekintenek, pl. nadesno ’jobbra’.
Egyes határozószók alapul szolgálhatnak szóképzésnek is: tovább → továbbít, ma → mai, ingyen → ingyenes. A BHMSz-ben határozószót lehet képezni határozószóból: natrag ’hátra’ → natraške ’hátrafelé’. Mindkét szó jelentése ugyanaz, de a képzett alak megerősíti a körülmény kifejezését. A román nyelvben kicsinyítő képzőt lehet hozzáadni bizonyos határozószókhoz: bine ’jól’ → binișor ’jócskán’, repede ’gyorsan’ → repejor ’gyorsacskán’.

## A határozószó funkciói
A határozószó bizonyos mondattani funkciókat láthat el. Tipológiájuk különbözik grammatikák szerint, beleértve egyazon nyelvekéit is.
A magyar grammatikában például P. Lakatos 2006 szerint ezek az alábbi határozófajták:
- helyhatározó: Benn meleg van;
- időhatározó: Régóta nem láttam;
- számhatározó: Egyszer volt itt;
- állapothatározó: Mezítláb futott;
- eredményhatározó: Kétfelé kell vágni;
- társhatározó: Együtt megyünk moziba;
- módhatározó: Gyalog jár;
- tekintethatározó: Lényegében elégedett vagyok;
- fok-mérték határozó: Alig ismeri.

Más nyelvekben a határozószó elöljárós jelző is lehet:
(franciául) les gens d’ici ’az itteni emberek’;
(románul) Lucrul de azi nu-l lăsa pe mâine ’A mai dolgot ne hagyd holnapra’.
A határozószó alaptagja is lehet egy másik határozószónak, például a fentebb említett vélemény-határozószók közül: Egy igen jól öltözött ür lépett be.
Egyes határozószói névmásoknak más szerepük is van a mondatrészin kívül. Grammatikai többletfunkció, mégpedik kötőszói a vonatkozó határozószóké, pl. 1 Ott szakad a kötél, | 2 (a)hol legvékonyabb. Itt az (a)hol szó helyhatározó a helyhatározói mellékmondatban (2.), amelyet ugyanakkor a főmondathoz (1.) köt.
Egyes határozószóknak a mondatrészi funkció mellett ugyanakkor nem mondattani szerepük is lehet a diskurzusban (szövegben). Az egyik a deixis, azaz a rámutatási szerep. Ezzel kapcsolat valósul meg a diskurzus tartalma és a szituációs kontextus között, ami a diskurzuson kívüli, pl. – Hol van az újság? – Itt. Deiktikus elem a diskurzuson belülre is utalhat, pl. Föntebb már esett szó arról, hogy…
Egy másik ilyen diskurzusbeli funkció az anaforikus, azaz utalás valamire, ami előbb lett kimondva (leírva) ugyanabban vagy egy előbbi mondatban, pl. (románul) Am fost la teatru și de acolo, la facultate ’A színházba mentem és onnan az egyetemre’.
Egyes szavak olykor határozói funkciójú határozószók, máskor csak pragmatikai funkciójú szavak, például:
Géza biztosan talált be a belső körbe (módhatározó) vs. Géza biztosan betalált a belső körbe (módosítószó);
Péter egyszerűen oldotta meg a feladatot (módhatározó) vs. Péter egyszerűen megoldotta a feladatot (partikula).
(franciául) Toi, tu penses qu’il n’y a que l’argent qui compte. Moi, je pense autrement ’Te úgy hiszed, hogy csak a pénz számít. Én másképpen hiszem’ (módhatározó) vs. Je prends toujours des notes pendant le cours. Autrement, j’oublie ce que le professeur a dit ’Én mindig jegyzetelek az előadáson. Másképp elfelejtem, amit a tanár mond’ (konnektor).